# 4,4'-二氯二苯基砜
4,4'-二氯二苯基砜（DCDPS）是一种有机化合物，化学式为(ClC6H4)2SO2，是一种砜类有机物。这种白色固体常用作刚性、耐高温的聚合物（如PES或Udel）的前体。

## 合成与反应
DCDPS可由氯苯和硫酸反应得到，通常加入其它物质来使4,4'-异构体的产率最优化：
ClC6H5  +  SO3   →   (ClC6H4)2SO2  +  H2O
它也可由二苯基砜的氯化反应制得。
当氯被活化后，DCDPS可用于聚砜的合成。
n (ClC6H4)2SO2  +  n NaO−X−ONa   →   [(O−X−OC6H4)2SO2]n  +  2n NaCl

## 延伸阅读
- Graybill, Bruce M. . The Journal of Organic Chemistry. 1967, 32 (9): 2931–2933. doi:10.1021/jo01284a075.
- (报告). Alpharetta, GA: Solvay Advanced Polymers: 7–10.
- Radel PPSU, Veradel PESU and Acudel modified PPSU Design Guide by Solvay（页面存档备份，存于）